# Sherrod Brown
Sherrod Brown (ur. 9 listopada 1952 w Mansfield, Ohio) – amerykański polityk, stanowy sekretarz stanu Ohio (1983–1991), członek Izby Reprezentantów USA (1993–2007), senator USA 1 klasy ze stanu Ohio.
W wyborach do Senatu USA w 2006 pokonał dotychczasowego senatora Mike'a DeWine'a stosunkiem głosów 56% do 44%.